# Darmera
Darmera é um género botânico pertencente à família Saxifragaceae.